# Toulis-et-Attencourt
Toulis-et-Attencourt är en kommun i departementet Aisne i regionen Hauts-de-France i norra Frankrike. Kommunen ligger  i kantonen Marle som ligger i arrondissementet Laon. År 2022 hade Toulis-et-Attencourt 112 invånare.

## Befolkningsutveckling
Antalet invånare i kommunen Toulis-et-Attencourt
Referens: INSEE